# Геламбу

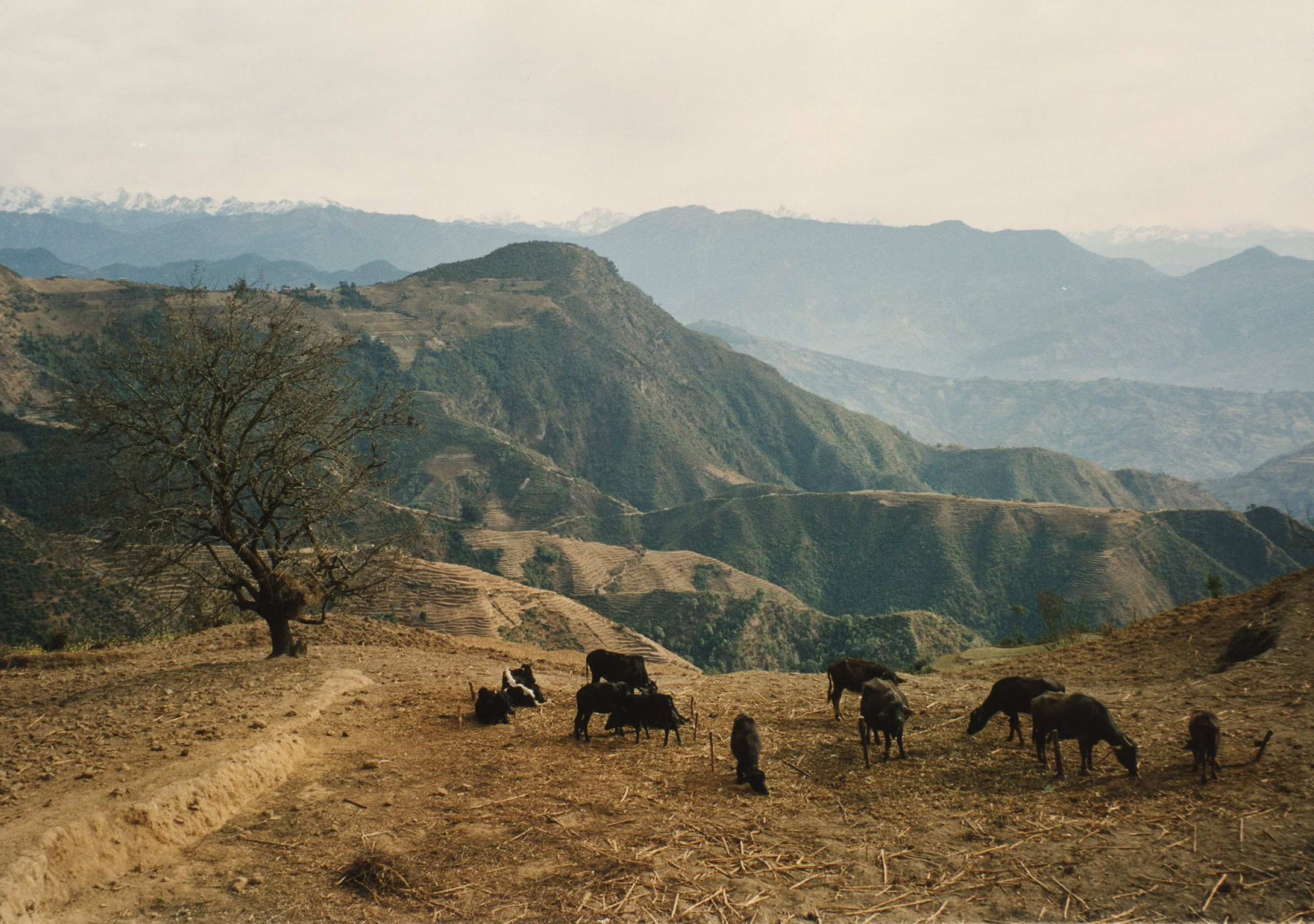
Чиплінг, 2150 м

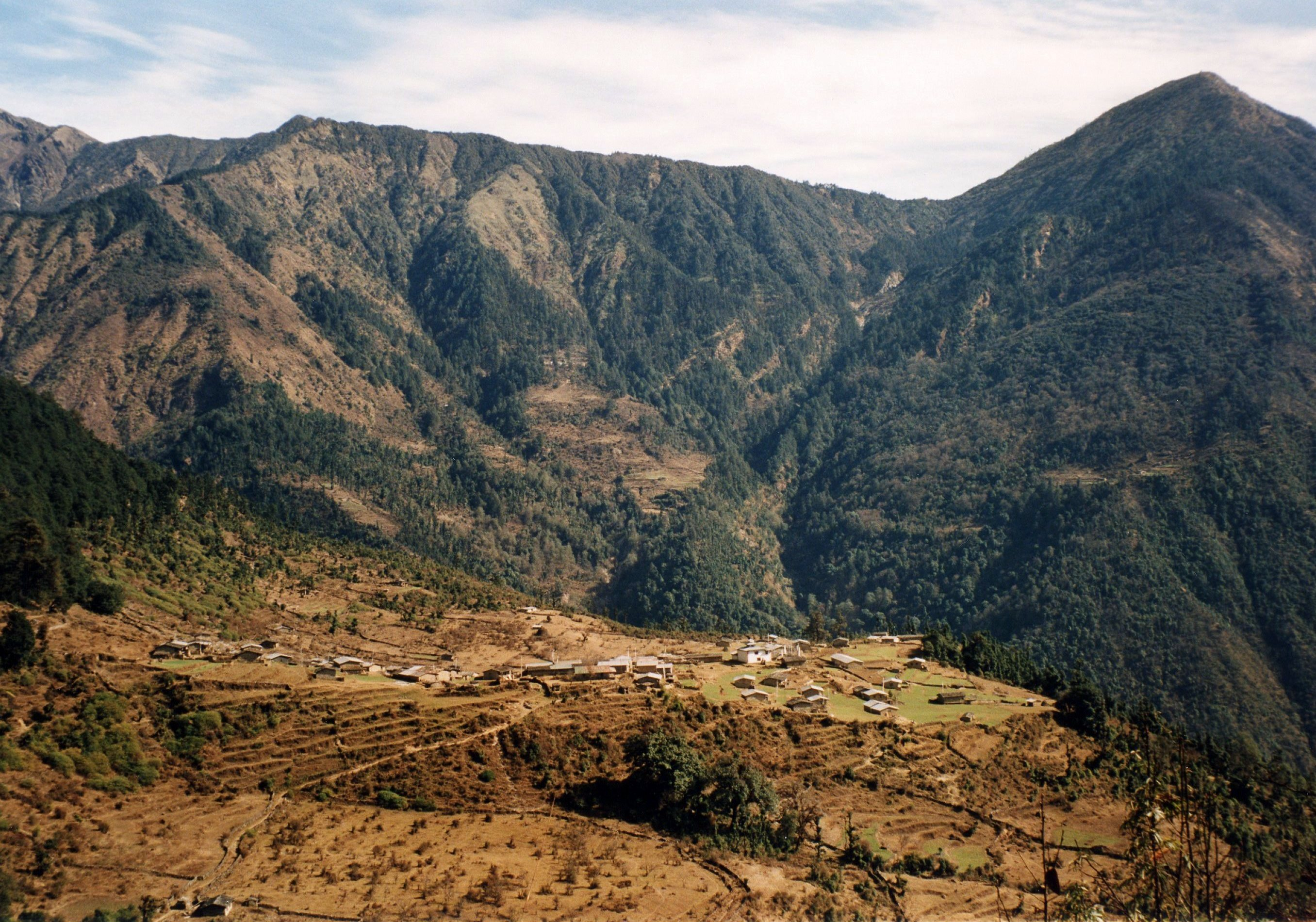
Малемчигаон, 2591m

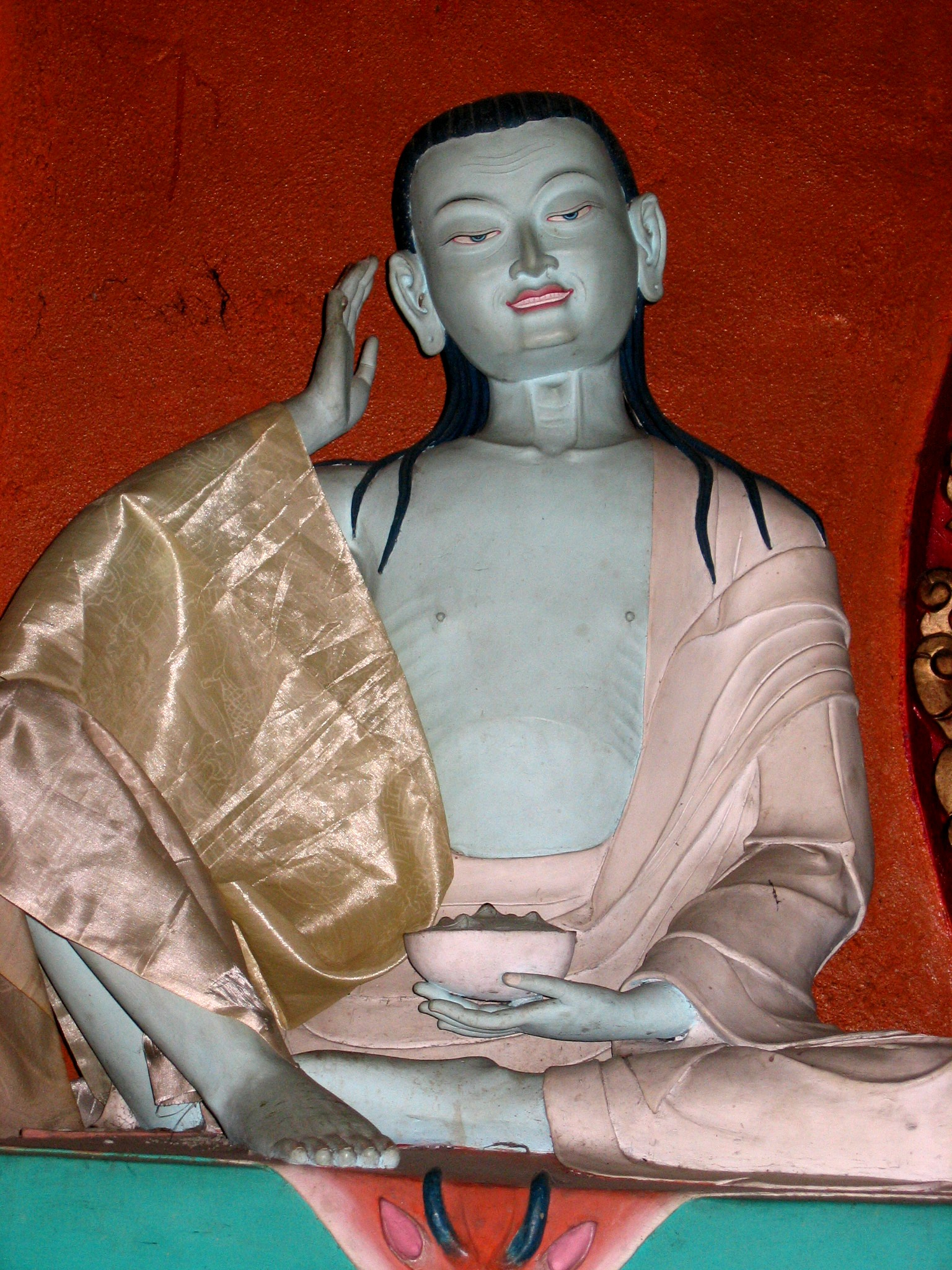
Статуя Міларепи в монастирі Міларепа-Гомпа в долині

Геламбу (हेलम्बू,англ. Helambu) — гірський район Непалу, на північ від Катманду. У Геламбу проживають народи йолмо і таманги, назва району походить від йолмо (у вимові «гьолмо»).
Геламбу примикає із заходу до Лангтангу, і розмежовується перевалом Лаурибіна-ла, що веде до озера Госайкунда.
У регіоні є чимало буддійських монастирів. Тут були Падмасамбхава і Міларепа. Падмасамбхаві присвячений монастир біля села Малемчигаон, знаменитого печерами, які використовувалися для медитації. Міларепі присвячений спеціальний монастир Міларепа-Гомпа.
Район славиться своїми солодкими яблуками.
Через Геламбу прокладено туристський маршрут.

## Ресурси Інтернету
- Nepal Adventure - Trek in the Helambu Region